# 湖北省立文科大学
湖北省立文科大学，是辛亥革命之后，由黎元洪的秘书郭泰祺在湖北创办的一所语言学校。

## 历史沿革
- 1912年，郭泰祺在武昌旧保甲局内开办英文馆。后更名为湖北省立外国语专门学校。分英、俄、德、法、日语班，均聘用五国专家教授。
- 1924年，学校更名为湖北省立文科大学。
- 1926年冬，并入国立武昌中山大学。

## 著名校友

### 教师
- 格拉塞，任德文教授，早先在方言学堂任教，后来又继续在国立武昌高师、湖北省立医科大学任教，1938年在国立武汉大学退休。

### 学生
- 干铎，林学家、林学教育家。长期从事森林经理学的教学和科研工作，是中国当代森林经理学的开拓者之一。（1918年考入）
- 石宏规，曾任南京国民政府立法委员。著有《湘西苗族考察记》。（1921年考入）
- 王家鸿，中华民国政府外交官，曾任湖北省立医科大学、国立四川大学、国立武汉大学助教、教授。翻译有德国海法特教授著《孙中山传》。（1915年考入）